# Kitty Hawk
Pour les articles homonymes, voir Kitty, Hawk et USS Kitty Hawk.
Kitty Hawk est une ville de Caroline du Nord du comté de Dare aux États-Unis. Elle compte 3 761 habitants en 2023.
C'est dans cette ville, que le 17 décembre 1903 a été réalisé le premier vol contrôlé d'un avion, le Flyer, piloté par Orville Wright.

## Géographie
D'après l'United States Census Bureau, la ville à une surface totale de 21,3 km² (8,2 mi2) dont 21,2 km2 (8,2 mi2) sont des terres et 0,1 km2 (0,1 mi2) sont de l'eau.

## Démographie
D'après un recensement de 2000, il y a 2 991 personnes à Kitty Hawk, dont 1 265 ménages, et 866 familles résidant dans la ville.
| Communauté                                         | Pourcentage de la population |
| -------------------------------------------------- | ---------------------------- |
| Blancs                                             | 98,13 %                      |
| Afro-Américains                                    | 0,64 %                       |
| Asiatiques                                         | 0,27 %                       |
| Amérindiens                                        | 0,23 %                       |
| insulaires du Pacifique                            | 0,03 %                       |
| autres communautés                                 | 0,20 %                       |
| personnes appartenant à 2 ou plusieurs communautés | 0,50 %                       |
| Hispaniques                                        | 0,94 %                       |

Sur les 1 265 ménages, 27,9 % ont un enfant de moins de 18 ans, 58,7 % sont des couples mariés, 7,3 % n'ont pas de maris présents, et 31,5 % ne sont pas des familles. 23,8 % de ces ménages sont faits d'une personne dont 8,0 % d'une personne de 65 ans ou plus.
| Tranches d'âge  | Pourcentage de la population |
| --------------- | ---------------------------- |
| moins de 18 ans | 21,5 %                       |
| de 18 à 24 ans  | 5,7 %                        |
| de 25 à 44 ans  | 31,6 %                       |
| de 45 à 64 ans  | 28,3 %                       |
| 65 ans ou plus  | 13,0 %                       |

L'âge moyen de la population est de 41 ans. Pour 100 femmes il y 103,7 hommes. Pour 100 femmes de 18 ans ou plus, il y a 97,6 hommes.
Le revenu moyen d'un ménage est de 42 813 $,et celui d'une famille de 48 676 $. Les hommes ont un revenu moyen de 31 250 $ contre 25 744 $ pour les femmes. Le revenu moyen par tête est de 22 962) $. Près de 4,3 % des familles et 6,5 % de la population vit en dessous du seuil de pauvreté, dont 7,9 % de ceux en dessous de 18 ans et 4,6 % de ceux de 65 et plus.
| 1990  | 2000  | 2010  | - | - | - |
| ----- | ----- | ----- | - | - | - |
| 1 937 | 2 991 | 3 272 | - | - | - |

## Jumelages
La ville est jumelée avec :
- Coulaines (France) depuis 2005[3].